# Ляски (Радомский повет)
Ля́ски (пол. Laski) — село в Польше, в Гмина Пёнки, в Радомский повят, Мазовецкое воеводство. Расположено примерно в 5 км к востоку от центра гмины села Пёнки, в 26 км к востоку от Радома, и 89 км юго-восточнее от Варшавы.
В 1957—1975 годах административно подчинялась Кельцкому воеводству, затем в 1975—1998 годах — Радомскому воеводству.
В 2011 году в Ласках проживало 705 человек, из которых 50,2 % составляли женщины и 49,8 % мужчины. В 1998—2011 годах количество жителей уменьшилось на 2,1 %.
62,0 % жителей села Ласки имели трудоспособный возраст, 22,3 % — приближающийся к нетрудоспособному, а 15,7 % жителей —пенсионного возраста.